# Хлібниця
Хлібниця — тарілка (або кошик) для хліба та хлібних виробів, або невеликий ящик для зберігання хліба.
За матеріалом виготовлення хлібниця поділяється на:
- дерев'яна;
- з соломи;
- з глини — можуть вироблятись з чорнодимленої кераміки.
- металева — має кращі теплові характеристики, довговічна та не вбирає запах;
- з пластика — дешева, легка, привабливі і різноманітні форми, але має обмежений термін придатності, швидко втрачає зовнішній вигляд.